# Alberto Nardi
Alberto Nardi (Pederobba, 6 gennaio 1968) è un allenatore di calcio ed ex calciatore italiano, di ruolo attaccante.

## Carriera

### Calciatore
In carriera ha totalizzato 73 presenze (segnando 4 reti) in Serie B con le maglie di Pistoiese, ChievoVerona e Fidelis Andria. 

### Allenatore
Successivamente ha svolto il ruolo di allenatore, nei settori giovanili di Pistoiese e Fiorentina. Dopo aver appeso le scarpette al chiodo, si è dedicato al ruolo di allenatore, perlopiù a livello giovanile. Ha iniziato alla Junior Pistoiese occupandosi della scuola calcio, passando al Capostrada per allenare ragazzi nati nel 1995. Quindi il ritorno alla Pistoiese allenando i giovani del classe 1995 e 1994, Esordienti e Giovanissimi Nazionali, con i quali in stagione rimedia una sola sconfitta contro il Siena, superando Empoli e Fiorentina. In questi anni lancia i portieri Bacci e Brunelli e il difensore Polvani, che giocheranno nei campionati professionisti. Dopo la mancata iscrizione della Pistoiese al Campionato di Lega Pro Seconda Divisione, torna al Capostrada, allenando la classe 1997. Nelle stagioni successive lo vediamo impegnato nel settore giovanile del Prato, prima delle tre stagioni alla Fiorentina, allenando le classi 1999 (Esordienti), 2000 (Esordienti) e 2002. Passa poi al Quarrata in Eccellenza Toscana, come allenatore in seconda di Duccio Sermi, finendo la stagione da Responsabile Tecnico della Prima Squadra, subentrando allo stesso Sermi. Nella stagione 2016/17 torna a operare nelle giovanili della Pistoiese. Dalla stagione 2017/18 è collaboratore tecnico di Paolo Indiani in Serie C nella Pistoiese. Il 23 ottobre 2018, con l'arrivo di Antonino Asta sulla panchina degli arancioni, viene promosso vice allenatore.. Nella stagione 2022/23 torna alla Pistoiese con il ruolo di Team manager.

## Palmarès
- Campionato Interregionale: 1

Pistoiese: 1990-1991
- Campionato italiano Serie C2: 1

Pistoiese: 1992-1993